# Master of Advanced Studies
Der Master of Advanced Studies (MAS) ist ein Abschluss im tertiären Weiterbildungsbereich auf Hochschulstufe, der hauptsächlich in der Schweiz und Liechtenstein sowie vereinzelt in Österreich, aber auch in Deutschland Anwendung findet.

## Überblick
Der Master of Advanced Studies (MAS) ist ein nicht-konsekutiver Mastergrad, der sich als Weiterbildung für Personen mit Hochschulabschluss und einschlägiger Berufserfahrung versteht. Die Schweiz unterscheidet deutlich zwischen grundständigem Master und Weiterbildungsmaster. Ein Master of Advanced Studies wird im Rahmen eines Nachdiplomstudiengangs an Schweizer Universitäten und Fachhochschulen erworben. In der Schweiz und Liechtenstein werden drei Arten von Weiterbildungsdiplomen verliehen:
- Certificate of Advanced Studies (CAS) (Zertifikatsstufe)
- Diploma of Advanced Studies (DAS) (Diplomstufe)
- Master of Advanced Studies (MAS) oder Executive Master of Business Administration (EMBA) (Masterstufe)

In Österreich ist der 1999 eingeführte MAS-Grad in der Novelle zum Universitäts(studien)gesetz 2002 nicht explizit aufgenommen worden. Mastergrade als akademischer Hochschultitel, wie ein MAS, können durch den erfolgreichen Abschluss eines Universitätslehrgangs, eines Lehrgangs zur Weiterbildung, eines Hochschullehrgangs oder eines Lehrgangs universitären Charakters erworben werden. Für den Zugang zu diesen außerordentlichen Studien wird nicht zwangsweise ein abgeschlossenes ordentliches Studium vorausgesetzt; meist sind lediglich mehrere Jahre Berufspraxis bzw. die positive Absolvierung einer Aufnahmeprüfung gefordert. Die Mastergrade in der Weiterbildung sind daher nicht identisch mit den Mastergraden aufgrund des Abschlusses ordentlicher Studien (Masterstudien), auch wenn deren Titel zum Teil denselben Wortlaut haben. Beispielsweise ist mit Mastergraden in der Weiterbildung (z. B. MAS, MBA etc.) keine Zulassung zu einem Doktoratsstudium verbunden.
In Deutschland wird der MAS als „postgraduales Studienangebot (PGS)“ eingestuft. Im Gegensatz zum konsekutiven Master handelt es sich beim MAS um Vertiefungs- und Spezialisierungsstudien (früher Nachdiplomstudium NDS) mit unterschiedlichem Niveau.

## Grundlagen zu einem Master of Advanced Studies (MAS)
Der Master of Advanced Studies (MAS) erfordert 60 ECTS-Punkte und beinhaltet eine Masterarbeit. Das MAS-Studium kann in minimal 15 Monaten, berufsbegleitend in circa 2 Jahren absolviert werden. Dies entspricht einem Arbeitspensum von circa 1800 Stunden. Voraussetzung für die Zulassung ist vielfach eine mehrjährige Berufspraxis und der Abschluss einer Hochschule (Universität oder Fachhochschule) bzw. eine gleichwertige Qualifikation (z. B. Diplom einer höheren Fachschule oder höhere Fachprüfung plus qualifizierte Berufserfahrung mit Führungs- oder Fachbereichsverantwortung).

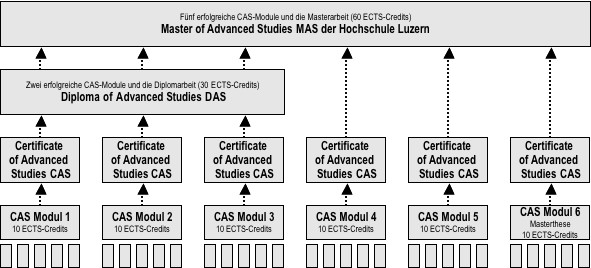
Beispiel MAS-Studienprogramm (Modularer Aufbau) der Hochschule Luzern

Alternativ kann die Ausbildung in einem MAS-Studienprogramm auch modular aufgebaut sein. Häufig anzutreffendes Modell ist die Durchführung mittels CAS-Modulen, meistens mit je zehn ECTS-Punkten. Ein CAS-Modul dauert in der Regel ein Semester und entspricht einem Aufwand von ca. 280 Stunden „workload“. Das Programm – üblicherweise 13 Wochen jeweils an einem Tag pro Woche und zusätzlich eine Intensivwoche – ermöglicht ein berufsbegleitendes Studium. Mit drei CAS-Abschlüssen (30 ECTS-Punkten) kann ein DAS-Abschluss (Diploma of advanced studies) erreicht werden. Fünf CAS, eine Masterarbeit und ein Hochschulabschluss oder eine äquivalente Vorbildung sind die Voraussetzungen für den eidgenössisch anerkannten MAS-Abschluss mit 60 ECTS-Punkten.

## Studiengebühren
Die Studiengebühren für einen Master of Advanced Studies (MAS) können bis über 29'000 CHF reichen.

## Anerkennung (Schweiz/Liechtenstein)
Die MAS sind in der Schweiz bundesrechtlich anerkannt und geniessen einen Titelschutz, insofern das Studium eidgenössisch anerkannt ist, was bei einem MAS nicht automatisch zutreffen muss, ansonsten handelt es sich um einen privatwirtschaftlichen Studientitel. Der Master of Advanced Studies (MAS) löst das altrechtliche Nachdiplomstudium (NDS) ab. Für Fachhochschulen sind die Mindestanforderungen an Nachdiplomstudien, die zu einem Weiterbildungsmasterdiplom führen und die Festlegung der entsprechenden Titel über die Bundesverordnung „Studiengänge, Nachdiplomstudien und Titel an Fachhochschulen“ vom 2. September 2005 geregelt. Im Gegensatz zu einem M. A. oder MSc berechtigt ein MAS jedoch an gewissen Fakultäten schweizerischer Universitäten nicht zu einem Doktoratsstudium.
Für eine hohe und internationale Anerkennung und Akkreditierung der (E)MBA-Abschlüsse sind die beiden Akkreditierungsagenturen AACSB sowie EQUIS wichtig. In der Schweiz sind nur die wirtschaftswissenschaftlichen Fakultäten der Universitäten Zürich und Lausanne, das International Institute for Management Development in Lausanne und die Universität St. Gallen von der EQUIS akkreditiert. Bei der Anerkennung und Akkreditierung der (E)MBA-Abschlüsse der Fachhochschulen ist vor allem die Anerkennung der schweizerischen Agentur für Akkreditierung und Qualitätssicherung (AAQ) der Schweizerischen Hochschulen wichtig.